# Rudopolje
Rudopolje (serb. Рудопоље) – wieś w Chorwacji, w żupanii licko-seńskiej, w gminie Vrhovine. Leży w regionie Lika. W 2011 roku liczyła 66 mieszkańców.